# Calle 7 Perú
Calle 7 Perú fue un programa de televisión, quinta adaptación de Calle 7 de Chile que fue conducido por Carlos Galdós y Katia Palma que se estrenó el 13 de junio por Frecuencia Latina. Cuenta con 20 participantes elegidos a través de casting, además de exparticipantes del programa Titanes, en donde deben participar en distintas pruebas con el fin de no ser eliminados y poder ganar un gran premio final.
El programa finalizó solo con una temporada debido al poco índice de audiencia obtenido por la producción, al igual que su predecesor Titanes.

## Temporadas
- La primera temporada inició el 13 de junio de 2014 y finalizó el 18 de julio de 2014. Los ganadores de esta temporada fueron Elizabeth Márquez y Gustavo Rivera.[5]

### Equipo
| Equipo     | Integrantes |
| ---------- | --- |
| Finalistas | - Elizabeth Márquez - Gustavo Rivera - Alexie García - Niko Ustavdich |
| Suplentes  | - Sofianí Tanaka - Karl Heinz Hammer - Eva Bicerra - Antonio Pavón - Miguel Arce - Vania Bludau - Claudia Amador - Diego Conroy - André Ludeña - Grasse Becerra - Fiorella Chirichigno - Luis Ernesto Mansilla - Joshua Ivanoff |

• El 8 de julio de 2014 se presentó el equipo azul denominado "Banca de Suplentes", que está conformado por participantes eliminados de competencia, este equipo tiene por finalidad servir reemplazos a los participantes de los equipos, Amarillo y Rojo, por razones médicas no pueden seguir compitiendo.

## Controversias
Se tenía previsto que el programa inicie el miércoles 11 de junio de 2014, sin embargo cuando llegó la hora de inicio del programa aparecieron Carlos Galdós y Katia Palma, anunciando que el estreno se retrasaría. De manera inesperada el programa se estrenó el viernes 13 de junio de 2014.
Además, cuando no fue emitida cuando presuntamente para competir con el mundial de fútbol de 2014 en América Televisión, generó malestar del gerente del citado canal Luis Guillermo Camacho.